# 萨拉马·穆萨
萨拉马·穆萨（阿拉伯语：سلامه موسى）是20世纪20年代埃及著名的新闻记者和改革家。1887年，穆萨出生于埃及宰加济格的一个基督教家庭。穆萨以其对于科学和文艺的广泛兴趣著称，他坚信人类智慧是进步与繁荣的保证。1908年，穆萨旅居欧洲学习文学、哲学、社会科学和自然科学，他终其一生耕耘于这些学科中。
穆萨隶属于一个积极要求简化阿拉伯语及其语法的文人团体，他们将埃及通行的阿拉伯语视为现代阿拉伯语标准，因而遭受了一些保守主义者的批评。穆萨及其同伴推行以白话文书写的主张以改革沿用了数代人的标准阿拉伯语，并试图改变大多数埃及人是文盲的现实。在埃及，简化及现代化文字的运动时至今日仍处于讨论中。穆萨所留下的作品依旧十分畅销。
诺贝尔奖获得者，埃及小说家纳吉布·马哈福兹曾接受过穆萨的提点，穆萨对他说：“你很有才，但你的散文写得不怎么样。”马哈福兹坦言自此以后他在选择题材时十分小心。
萨拉马·穆萨因病于1958年8月4日逝世。

## 作品
- Divine Thoughts and Their Origin（1912年）

- Treatise about Socialism（1913年）

- The Most Well-known Love Affairs in History（1925年）

- Reading Matters on Elections（1926年）

- Dreams of a Philosopher（1926年）

- Freedom of Thought and Its Representatives（1927年）

- Secrets of the Inner Life（1927年）

- History of Art and the Most Well-known Pieces of Work（1927年）

- Today and Tomorrow（1928年）

- Descent and Development of Mankind（1928年）

- Stories（1939年）

- About Life and Culture（1930年）

- Our Duties and the Tasks of Foreign Countries（1931年）

- Gandhi and the Indian Revolution（1934年）

- Renaissance in Europe（1935年）

- Egypt, a Place Where Civilization Began（1935年）

- The World in 30 Years（1936年）

- Modern English Culture（1936年）

- Our Life as from 50（1944年）

- Freedom of Thought in Egypt（1945年）

- Eloquence and the Arabic Language（1945年）

- My and Your Intellect（1947年）

- The Years of Salama Moussa’s Apprenticeship（1947年）

- The True Path of the Young People（1949年）

- Psychological Attempts（1953年）

- These are My Mentors（1953年）

- The Book of Revolutions（1955年）

- Psychological Studies（1956年）

- The Woman Is not the Plaything of the Man（1956年）

- George Bernhard Shaw（1957年）

- Attempts of the Young People（遗作，1959年）

- Forbidden writings（遗作，1959年）

- Mankind is the Pride of Creation（遗作，1961）